# Tarenna disperma
Tarenna disperma là một loài thực vật có hoa trong họ Thiến thảo. Loài này được (Hook.f.) Pit. miêu tả khoa học đầu tiên năm 1923.